# Mielichhoferia elgonensis
Mielichhoferia elgonensis är en bladmossart som beskrevs av Potier de la Varde 1955. Mielichhoferia elgonensis ingår i släktet kismossor, och familjen Bryaceae. Inga underarter finns listade i Catalogue of Life.